# Episimus alcedanus
Episimus alcedanus is een vlinder uit de familie van de bladrollers (Tortricidae). De wetenschappelijke naam van de soort is voor het eerst gepubliceerd in 2008 door Józef Razowski en Bernard Landry.
De soort komt voor op de Galapagoseilanden (Ecuador).